# La dolce vita... non piace ai mostri
La dolce vita... non piace ai mostri (Munster, Go Home!) è un film del 1966 diretto da Earl Bellamy, con protagonista la famiglia Munster.
Il film è un sequel, girato a colori, della serie televisiva in bianco e nero I mostri (The Munsters), trasmessa dal 1964 al 1966. Il film rappresenta la prima opera cinematografica o televisiva che rappresenta il Mostro di Frankenstein (Herman Munster), a colori.

## Trama
I Munster si recano nel Regno Unito dopo che Herman scopre di essere il nuovo Lord della Munster Hall.

## Personaggi e interpreti

### Famiglia Munster
- Herman Munster, interpretato da Fred Gwynne.
- Lily Munster, interpretata da Yvonne De Carlo.
- Nonno, interpretato da Al Lewis.
- Eddie Wolfgang Munster, interpretato da Butch Patrick.
- Marilyn Munster, interpretata da Debbie Watson.

## Produzione
Dopo la cancellazione della serie televisiva I mostri, i produttori Joe Connelly e Bob Mosher, esauriti i soldi destinati alla produzione della serie, decisero che un film a colori distribuito nelle sale cinematografiche avrebbe potuto recuperare un po' dei debiti prodotti dallo spettacolo televisivo. La sceneggiatura venne scritta da George Tibbles, assieme a Connelly e Mosher, mentre Earl Bellamy, che aveva già diretto sette episodi della serie televisiva originale, venne scelto come regista. Bellamy ricorda come il film sia stato il più impegnativo che abbia mai diretto, a causa delle numerosissime gag comiche che vennero inserite praticamente in ogni scena, degli effetti speciali, delle corse automobilistiche, ecc. Rispetto alla serie televisiva vennero fatti alcuni cambiamenti sostanziali, primo tra tutti la sostituzione dell'attrice Pat Priest, interprete della seconda Marilyn Munster apparsa nella serie, venne rimpiazzata con Debbie Watson, allora sotto contratto con la Universal; secondo la serie non sarebbe stata girata nella casa di Mockingbird Lane, ma la famiglia Munster avrebbe fatto armi e bagagli, partendo per l'Europa.